# Gabriela Arcos
Gabriela Arcos (Santiago de Chile, 1998) es una artista musical, intérprete, compositora y guitarrista chilena. Es conocida por su aparición en el programa The Voice Chile 2021, además de colaborar en numerosas producciones musicales con artistas como “Super Especial” en canciones como “El Mal” y con “Martina Lluvias” en “Paterson” del año 2022. Además, forma parte del podcast de Spotify “Dime con quién” junto a la corista Constanza Opazo de su propia banda “Gabriela Arcos”. 

### Inicios Musicales
Gabriela Arcos nació en Santiago de Chile el año 1998, sin embargo gran parte de su vida la vivió en Antofagasta. Tras años de invisibilidad artística en la composición de canciones y aprendizaje autodidacta de la guitarra como su instrumento principal, decide comenzar su carrera artística tras contactar, en 2020, a la persona con quien produce Wally Lara. El 2020 Arcos ingresa al programa The Voice Chile, donde alcanzaría la fama tras llegar a las instancias finales del concurso, sin embargo, no lograría ganarlo. 

### Carrera musical
En 2021 la artista debutó con dos sencillos producidos por Lara: “El humo” y “Tener diecisiete”. Posteriormente, lanza su primer EP “A solas”, durante el mismo año. A raíz de esto comienza una serie de colaboraciones con artistas chilenos como “Super Especial” en su single “El Mal” y “Lorenzo” en la canción “La paz” de su álbum “¿Nos veremos en diciembre?”
En 2022, tras consolidar su paso por The Voice Chile, es nominada a los Premios Pulsar en la categoría “Mejor nueva artista”, por su álbum debut “A solas”.
El 5 de mayo de 2023 lanza su séptimo single “mala idea”, que trata sobre una persona que intenta mantener una amistad con su ex-pareja. La canción es un adelanto de su primer álbum musical y maneja estilos como el indie rock y el pop.

### Estilo Musical
Su estilo musical posee elementos del Indie rock, Rock pop y Pop. Demuestra tener influencias de Taylor Swift, Carla Morrison y Natalia Lafourcade. Además, en su música también destacan arreglos instrumentales de Folk, Folklore chileno, Shoegaze y Soft Rock.
Las letras de sus canciones están escritas en español y están orientadas a la soledad y la melancolía, influencias líricas que, según la artista se derivan de su experiencia durante sus primeros años experimentando con la música.

## Discografía
Álbumes de estudio:
- 2021: a solas
- 2021: ¿nos veremos en diciembre?

Sencillos
- 2021: el humo
- 2021: tener diecisiete
- 2021: en diciembre (me haces falta)
- 2022: despacito
- 2022: paterson
- 2022: es caprichoso el azar
- 2021: mala idea

Premios y nominaciones
| Año  | Premio    | Categoría             | Trabajo | Resultado | Ref   |
| ---- | --------- | --------------------- | ------- | --------- | ----- |
| 2021 | Pulsar    | Mejor nueva artista   | a solas | Nominada  | [ 5 ] |
| 2022 | The Voice | Programa de concursos | Coraza  | Nominada  | [ 6 ] |